# Tommy Emmanuel
William Thomas (Tommy) Emmanuel (Muswellbrook, 31 mei 1955) is een Australisch gitarist. Zijn muziek omvat zowel (invloeden van) jazz, folk en blues.

## Biografie
Emmanuel werd geboren in de deelstaat New South Wales, Australië. In zijn geboorteland is hij een begrip. Hij is een van Australisch succesvolste instrumentalisten en heeft grote wereldwijde waardering gekregen.
Als vierjarige begon Emmanuel met gitaarspelen. Deze gitaar (een Maton MS500 solid body) kreeg hij van zijn moeder. Zijn moeder speelde lap-topgitaar en leerde hem, zijn broer en zijn zus wat akkoorden. Nog altijd speelt hij op exclusief gitaren van dit Australische merk.
Als zesjarige ging hij op tournee met twee van zijn broers, Chris (drums) en Phil (gitaar), en zus Virginia (lap-steelgitaar). Traden ze aanvankelijk nog op onder de naam The Emmanuel Quartet, maar niet veel later werd deze naam veranderd in The Midget Surfaries: er werd voortdurend gedacht dat de broers en zus een klassiek vioolkwartet vormden.
Zijn vader, een ingenieur die wilde weten hoe een elektrische gitaar werkte, nam er een mee naar huis. Onderdeel voor onderdeel haalde hij de gitaar uit elkaar op zijn ontdekkingsreis. Tommy Emmanuel en zijn oudere broer Phil waren alleen geïnteresseerd in de muziek die je ermee kon maken. Terwijl vader op zijn werk was, gingen zij aan de haal met de gitaar. 
Nadat hij op zevenjarige leeftijd Chet Atkins op de radio had horen spelen, wist hij welke richting hij met zijn gitaarspel op wilde. 
Jaren later werd Atkins een van Emmanuels grootste fans.
Vanaf dat moment speelde Emmanuel in veel bandjes en in studiosessies verschillende stijlen muziek, van country tot klassiek en van jazz tot rock. Hij maakte muziek met Michael Bolton, Eric Clapton, John Denver, Olivia Newton-John, Tina Turner, Stevie Wonder en vele anderen. 
Samen met zijn idool en gitaarlegende Chet Atkins nam hij het album The Day the Fingerpickers Took Over the World. 

### Phil Emmanuel
De rol van zijn drie jaar oudere en minstens zo virtuoze broer Phil Emmanuel (6 juli 1952 – 24 mei 2018). mag volgens Tommy absoluut niet worden onderschat: "Als broers, vrienden, muzikanten en co-songwriters deelden wij een band van minder mijn broeder, mijn hoeder, maar meer mijn broer, mijn leraar. Phil en ik deden alles samen, we groeiden samen op, en we leerden alles samen", aldus Tommy. "Onze muzikale training was dat we elkaar echt alles leerden."
Tot aan het overlijden van Phil traden de broers bij talloze gelegenheden overal ter wereld op als The Emmanuel Brothers, waarbij zij met veel plezier spetterend gitaarwerk vol grappen en grollen ten tonele brachten. Tommy nam vaak de rol van slaggitarist op zich, terwijl Phil zich mocht uitleven met virtuoze solo's.

## Fingerpicking style
Emmanuels unieke spel met tien vingers – die hij simpel "finger style" noemt – lijkt wat op de pianist die zijn piano bespeelt. Hij legt vaak uit dat het doel van zijn composities en bewerkingen is de gitaar te laten klinken als een piano: in plaats van een band achter zich, speelt hij de melodie, ritme, bas, en drums – en meer – op een gitaar.

## Maton Guitars
Vanaf het prille begin speelde Emmanuel op gitaren van dit Australische merk, dat hij inmiddels bijna 65 jaar trouw bleef. In 1988 werd Emmanuel door de eigenaar van Maton Guitars gevraagd of zijn bedrijf een artist signature model gitaarmodel volledig volgens Emmanuels ideeën mocht ontwerpen dat exact zo zou worden gebouwd. Dit werden de TE1, TE2 en de EGB808TE. Emmanuel bezit een van de eerste gitaren die Maton Custom Shop bouwde.

## Onderscheidingen
Emmanuels onderscheidingen zijn onder andere "Australia's Best Guitarist" in Juke Magazine van 1986, 1987 en 1988. Hij ontving van het blad Rolling Stone de titel "Most Popular Guitarist" in 1989 en 1990 en "Best Guitarist" van 1991 tot en met 1994. En in 2010 werd hij in het Nederlandse tijdschrift uitgeroepen tot "Beste Akoestische Gitarist Ter Wereld".
Hij was "Australian Entertainer of the Year" in 1995 en 1997. Een jaar later won hij the "Nashville Music Award for Fingerpickers".
In 1999 ontving hij in zijn ogen 's werelds grootste onderscheiding op gitaargebied toen Chet Atkins in Nashville hem de "C.G.P." (Certified Guitar Player) Award uitreikte. Deze prijs deelt hij met maar drie andere gitaristen: John Knowles, Jerry Reed en Steve Warriner.

## Discografie

### Albums
| Album met eventuele hitnotering(en) in de Nederlandse Album Top 100 | Datum van verschijnen | Datum van binnenkomst | Hoogste positie | Aantal weken | Opmerkingen       |
| ------------------------------------------------------------------- | --------------------- | --------------------- | --------------- | ------------ | ----------------- |
| From Out Of Nowhere                                                 | 1979                  | -                     |                 |              |                   |
| Up From Down Under                                                  | 1987                  | -                     |                 |              |                   |
| Dare To Be Different                                                | 1990                  | -                     |                 |              |                   |
| Determination                                                       | 1992                  | -                     |                 |              |                   |
| The Journey                                                         | 1993                  | -                     |                 |              |                   |
| The Journey Continues                                               | 1993                  | -                     |                 |              |                   |
| Classical Gas                                                       | 1995                  | -                     |                 |              |                   |
| Initiation                                                          | 1995                  | -                     |                 |              |                   |
| Terra Firma                                                         | 1995                  | -                     |                 |              | met Phil Emmanuel |
| Can't Get Enough                                                    | 1996                  | -                     |                 |              |                   |
| The Day Finger Pickers Took Over The World                          | 1997                  | -                     |                 |              | met Chet Atkins   |
| Collaboration                                                       | 1998                  | -                     |                 |              |                   |
| Only                                                                | 2000                  | -                     |                 |              |                   |
| Greatest Hits                                                       | 2001                  | -                     |                 |              |                   |
| Endless Road                                                        | 2004                  | -                     |                 |              |                   |
| Live One                                                            | 2005                  | -                     |                 |              | 2 cd              |
| The Mystery                                                         | 2006                  | -                     |                 |              |                   |
| Center Stage                                                        | 2008                  | -                     |                 |              | 2 cd              |
| Just between Frets                                                  | 2009                  | -                     |                 |              |                   |
| Little by Little                                                    | 2010                  | -                     |                 |              | 2 cd              |
| All I want for Christmas                                            | 2011                  | -                     |                 |              |                   |
| The Colonel & The Governor                                          | 2013                  | -                     |                 |              |                   |
| Live and solo in Pensacola, Florida                                 | 2013                  | -                     |                 |              |                   |
| Dov'e andata la musica                                              | 2015                  | -                     |                 |              |                   |
| It 's never too late                                                | 2015                  | -                     |                 |              |                   |
| Christmas memories                                                  | 2016                  | -                     |                 |              |                   |
| Live at the Ryman                                                   | 2017                  | -                     |                 |              |                   |
| Pickin                                                              | 2017                  | -                     |                 |              |                   |
| Accomplice one                                                      | 2018                  | -                     |                 |              |                   |
| Heart songs                                                         | 2019                  | -                     |                 |              |                   |

## Trivia
- Emmanuels carrière bracht hem optredens voor de koning van Thailand en het staatshoofd van Australië.
- Na sinds 2005 Engeland als zijn thuishaven te hebben gehad, toert Emmanuel tegenwoordig vanuit Nashville, Tennessee over de wereld.[3]